# Villette-de-Vienne
Villette-de-Vienne é uma comuna francesa na região administrativa de Auvérnia-Ródano-Alpes, no departamento de Isère. Estende-se por uma área de 11,03 km². Em 2010 a comuna tinha 1 954 habitantes (densidade: 177,2 hab./km²).